# Charetha Okken
Charetha Okken is een Nederlands voetbalspeelster. Ze speelt als keepster bij sc Heerenveen in de Vrouwen Eredivisie.
Okken begon op zesjarige leeftijd bij Hollandscheveld met voetballen. Op 13-jarige leeftijd ging ze in het eerste senioren-vrouwenelftal meespelen, en doorliep enige jeugdelftallen van de KNVB. Vervolgens speelde ze nog een jaar bij Heerenveense Boys, toen ze door SV Meppen werd gevraagd in de Duitse 2. Bundesliga te spelen. Door een klaplong kwam ze de tweede seizoenshelft niet veel aan spelen toe. Ze kwam terug naar Nederland om bij sc Heerenveen de eerste keepster te worden.
In mei 2021 geeft Okken aan te stoppen met topsport. 

## Statistieken
| Seizoen | Club          | Land      | Competitie         | Wedstrijden | Doelpunten |
| ------- | ------------- | --------- | ------------------ | ----------- | ---------- |
| 2018/19 | SV Meppen     | Duitsland | 2. Bundesliga      | 11          | 0          |
| 2019/20 | sc Heerenveen | Nederland | Eredivisie         | 12          | 0          |
| 2020/21 | sc Heerenveen | Nederland | Vrouwen Eredivisie | 14          | 0          |
| Totaal  | Totaal        | Totaal    | Totaal             | 37          | 0          |

Laatste update: juni 2021

## Privé
Okken studeert Nederlands Recht aan de Rijksuniversiteit Groningen.
1 Resink ·
3 Meijer ·
4 Smits ·
5 Teijema ·
6 Schouwstra ·
8 De Haas ·
9 Maatman ·
10 Van Beijeren ·
11 Iedema ·
12 Appelmann ·
13 Van Rheenen ·
14 Van Vilsteren ·
15 Macleane ·
15 Brouwer ·
16 Nassette ·
17 Udink ·
18 Kerkhof ·
20 Stockmar ·
21 Maass ·
22 Thurkow ·
24 Werther ·
25 Zwart ·
25 Speek ·
30 Faber ·
32 Van der Velde ·
36 Biegbudu ·
38 Hiemstra ·
Coach: Tarvajärvi